# Francesco da Nardò
Francesco Securo da Nardò (Nardò, tra il 1410 e il 1420 – Padova, 17 luglio 1489) è stato un umanista e teologo italiano.
Della sua giovinezza si hanno scarse notizie. Adolescente, entrò nell'Ordine domenicano ma doveva aver cominciato gli studi da tempo visto che all'epoca aveva già una buona formazione nel campo della grammatica e della retorica.
Lasciata Nardò si spostò a Bitonto e qui conseguì il dottorato in filosofia e teologia. Da questo momento cominciò ad insegnare nei conventi di Venosa, Foggia e Lucera, divenendo noto come insegnante e teologo. Così, verso la metà degli anni 1460, fu chiamato ad insegnare teologia a Padova, venendo inoltre nominato rettore del locale convento di Sant'Agostino.
Nel 1464 gli venne assegnata la cattedra di metafisica presso l'università degli artisti che mantenne, salvo alcune brevi interruzioni, sino alla morte. Questa data si desume da un decreto del Senato veneziano del 1484 in cui si stabiliva di alzare il suo stipendio a 150 fiorini, dato che in vent'anni di insegnamento non aveva mai ricevuto - né d'altronde richiesto - degli aumenti. Nel 1486 un'analoga iniziativa portava la sua paga a 200 fiorini, riconoscendo il prestigio che le sue indiscusse qualità avevano apportato all'università di Padova.
Francesco da Nardò, in realtà, doveva la sua fama non tanto alla sua produzione scientifica, che fu piuttosto scarsa, ma alla stima conseguita presso i suoi allievi (esemplare il ricordo di Pietro Pomponazzi, che lo citava nelle sue lezioni come «Recolendus memoriae magister praeceptor noster») e al ruolo di primo piano che ebbe nel dibattito tra tomisti (di cui fu esponente) e scotisti.
Mentre insegnava all'università, manteneva anche il ruolo di professore di teologia al convento di Sant'Agostino, di cui fu rettore dal 1466 al 1473 e ancora nel 1475, 1479, 1482 e dal 1485 al 1489. Nel 1468 il priore Domenico da Monselice lo allontanò assieme a tutti gli studenti; non sono note le motivazioni di questo intervento, che comunque fu revocato dal provinciale Tommaso dai Liuti. Nel 1478 e nel 1488 fu egli stesso rettore e nel 1479 fu nominato reggente dello Studio di Buda, dove verosimilmente si trattenne sino al 1482.
Morì nel 1489, lasciando al convento libri e denaro, che venne speso per la ricostruzione del complesso.
Per quanto riguarda le sue opere, curò le Quaestiones super XII libros Metaphisicae Aristotelis, pubblicate da Antonio Andrés tra il 1473 e il 1477. Gli altri lavori riguardano invece la teologia: nel 1473 diede alle stampe una Prima pars Summae theologiae di Tommaso d'Aquino; non resta nulla di una Expositio super Sententias, manoscritta, e di un'edizione del commento alla Metafisica aristotelica, ancora di Tommaso d'Aquino. Alla Biblioteca universitaria di Padova si conserva un manoscritto cinquecentesco comprendente anche una Determinatio magistri Francisci de Nardo...si peccatum commissum cum multis circumstantiis dicatur unum peccatum aut plura.